# Анестезија
Анестезија (од грч. ἀν и αισθησία, „ан естос“ - фигуративно, без осећаја), (лат. anaesthesia), (енгл. anesthesia), је медицинска метода анестезиологије, која уз примену анестетика и других лекова у организму човека доводи до „искључења бола“ и „лековима изазваног сна“. Примењује се у току оперативних захвата и других метода дијагностике и лечења врло сложених стања везаних за појам „интензивно лечење“. Анестетици су разне врсте лекова у гасовитом, течном или другом облику који када се унесу у организам својим деловањем доводе до губитка осећаја и свести уз минимално штетно деловање и могућност враћања организма у нормално стање, након престанка њихове примене.

## Етимологија
Медицински назив „анестезија“, за означавање ефеката удисања етра, хлороформа, азотсубоксида и сличних супстанци сковао је Оливер Вендел Холмс (Oliwer Wendell Holmes 1809—1894) 21. новембра 1846, у свом писму послатом зубару Вилијаму Мортону, првом лекару који је 16. октобра 1846. јавно приказао употребу етра током операције, и који је тражио његово мишљење;
...„Свако жели да има у рукама велико откриће. Све што ћу ја урадити је да Вам предложим један или два назива која се могу применити као званична формулација за новопроизведено стање и агенсе. Мислим да их треба изговарати као „анестезија“ (од грч. речи ἀν и αισθησία, „ан естос“ - (енгл. „anesthesia“ (US) „anaesthesia“, „недостатак осећаја“). То значи неосетљивост на додир... агенс би био (енгл. „anaesthetic“ (US) „anaesthetic“). Тако би се ово стање могло назвати анестезија, или стање анестезираности“ ...
Холмс је у овом писму позвао Мортона да обави консултације са другим научницима и упозна их са његовом предлогом, што је према каснијој изјави Холмса довело до тога да се:
„... вест револуционарном брзином као пожар проширила широм света, а назив анестезија је прихваћен у свим језицима цивилизованих раса човечанства...“
Реално говорећи, назив анестезија није био нов. Њега су први повремено користили Грци (што се може видети у Платоновим делима), међу којима се наводи и лекар, травар и хирург  Педаније Дисокорид (Pedanius Dioscorides 40 - 90. п. н. е.) који је за анестезију користио вино направљено од мандрагоре. Нешто касније у више наврата у Бејлијевом енглеском речнику (1724) анестезија се дефинише као „дефект сензација“ (енгл. Bailey's English Dictionary; .. "defect of sensation"..). Али, Холмс остаје у историји медицине забележен као први лекар који је реч анестезија предложио за означавање:
„намерно изазваног несвесног стања инхалацијом (удисањем) гасова у циљу безболног извођења операција“

## Историја
До 19. века анестезија није примењивана у медицини у данашњем облику, па су људи током операције осећали јак бол. У операционим салама је постојала особа задужена да умири болесника, за време извођења медицинских процедура. Да би смањио физичке патње током медицинских интервенција, човек је од свог постанка истраживао начине да ублажи бол и смањи патње болесницима. Тако су још 3000. п. н. е. у Месопотамији „анестезирали“ пацијенте притискивањем каротидних артерија како би они изгубили свест. Египћани су први примењивали снег како би расхлађивањем (хипотермијом) тела изазивали аналгезију. Источно-кинеска култура развија акупунктуру као посебан облик анелгезије. Шок и сепса веома често су усмрћивали већину оних који су преживели трауму хируршког ножа.
Посебно је било болно када су људе оперисали Грци и Римљани. Грци су само понекад оперисали људе, када је то било неизбежно, тако да су најчешће умирале труднице при порођају и људи који су били теже болесни. Често су примењивали и грубе окрутне физичке мере (гушење, онесвешћивање ударцем итд) које које су изазивале дубок сан, или смрт болесника. Пацијентима су везиване руке и ноге за операциони сто, када су обављане ампутација или други тешки оперативни захвати.
У старим, грчким и римским медицинским текстовима Хипократа, Теофраста, Аула Корнелија Целзуса, Педанија Диоскоридеса, Плинија Старијег, помиње се употреба првих средства за „анелгезију-анестезију“ код болесника са повредама као што су: мандрагора, кокаин, марихуана, хашиш, опијум, алкохол. У 13. веку у Италији Теодорик Боргогнони је користио разне мешавине лекова са опијатима како би код болесника изазивао губитак свести. Разни лекови у комбинацији са алкалоидима били су главни ослонац анестезије све до 20. века. У Америци је кокаин коришћен као важан анестетик током операција трепанације (отварања) лобање. Алкохол и његова вазодилаторна својства су такође кроз историју анестезије коришћена у оперативним захватима.
У средњем веку прве болеснике су „опијали“ потапањем сунђера у мандрагору или опијум, и његовим подношењем болеснику под нос.
У 17. веку хипотермију (снижавање температуре тела), као облик анестезије међу првима је применио Марко Ауерелио, а нешто касније и један од Наполеонових хирурга у збрињавању ратних рана (током ампутације удова).
Праве анестезије није било све до 19. века, када су започета прва истраживања у овој области, захваљујући напретку у развоју хемије и физиологије;
- 1800. Хамфри Дејви и Томас Бедоуз, британски хемичари описују нека својства азотсубоксида (тзв. „рајског гаса“), као што је уклањање бола. Али у тим данима овај азотсубоксид је коришћен у друштву само ради забаве.
- 1818. Фарадеј је открио да етар има сличне особине као азотсубоксид, а Хикман 1824. да и угљен-диоксид може послужити у анестезији, али ера хируршке анестезије још није почела.
- 1842. (30. марта) Крофорд Лонг[11] у Данијелсвилу, Џорџија, први је применио етарску анестезију током успешног оперативног захвата, дајући је свом пријатељу, Џејмсу М. Венаблу пре ексцизије (исецања) једног од два тумора из његовог врата. Он је ово своје откриће (из непознатих разлога) објавио тек 1849, две године након Вилијама Мортона који се у Масачусетсу прославио демонстрацијом анестезије, па се као званични (службени) почетак анестезије узима 1844, када је амерички зубар Хорас Велс, у току вађење зуба применио „рајски гас“ за анестезију.
- 1844. Хорас Велс (Horace Wells), амерички зубар први је извадио болестан зуб пацијенту у анастезији азотсубоксидом. На ову идеју Велс је дошао гледајући јавне представе неког Гарднера Колтона путујућег хемичара-учитеља, који је зарађивао новац тако што је демонстрирао последице удисања азотсубоксида. Нажалост Хорас Велс при покушају јавног приказа своје методе у Масачусетској болници доживљава неуспех и он убрзо губи подршку медицинских кругова због више стручних грешака, што је код Велса изазвало разочарање и тешку психичку депресију, па примат у анестезији преузима његов ученик, сарадник и колега Вилијам Мортон.[12][13]
- 1847. (16. октобра) Вилијам Мортон,[14] амерички зубар, након неуспешног покушаја примене азотсубоксида  у анестезији од стране његовог колеге Хораса Велса са којим је једно време успешно сарађивао, изводи своју чувену демонстрацију анестезије, применом етра (саветован од свог некадашњег ментора, професора Џексона, да примени јачи анестетик од азот-оксидула), Мортон у истој клиници у којој је неуспех доживео Велс, доживљава потпуни успех и признање својих колега, после којег се примена анестезије у хирургији проширила по целом свету.
- 1847. Џејмс Јанг Симсон (1811—1870), Британски акушер је предложио употребу другог значајног лека у анестезији хлороформа, откривеног 1831. Ефикасност хлороформа Џејмс Јанг Симсон је доказао примењујући га код трудница за ублажавање порођајних болова.[15] Тако је на почетку свог развоја поред азотсубоксида анестезија добила још два анестетичка средства етар и хлороформ
- 1847. Никола Иванович Пирогов, руски хирург, обавио је прву успешну операцију под анестезијом на бојишту, што је значајно смањило смртност како у току хируршке интервенције, тако и у постоперативном периоду, а затим и инвалидитет, јер анестезија хирургу пружа оптималне услове за рад а рањенику омогућује бржи постоперативни опоравак.[10]

Следе нове методе (облици) и нови лекови за анестезију:
- 1874. Пјер-Сипријен Ор изводи прву интравенску општу анестезију хлоралхидратом. Због одложеног и спорог опоравка и високе смртности пацијената ова врста анестезије дуже време наилази на неприхватање.[16]
- 1869. Фридрих Тренделенбург[17] изводи прву анестезију преко каниле уведене кроз трахеостому (отвор на гркљану) како би успешно изводио операције у усној шупљини.[18][19]
- 1878. Вилијам Макјуен, шкотски хирург, изводи прву ендотрахеалну интубацију кроз уста, као алтернативу трехеотомији, што омогућава пацијенту да дише код едем (отока) глотиса, и током опште анестезије хлороформом. Ова врста анестезије је и данас у употреби.[20][21]
- 1884. Карл Колер[22], аустријски офталмолог извео је локалну анестезију корнеје ока укапавањем раствора кокаина на површину ока, што је имало велики значај за даље усавршавање оперативних захвата у офталмологији. Због рефлексних, невољних покрете ока пацијента, који се јављају као одговор на најмањи додир, оперативни захвати на оку без претходне анестезије су јако тешки и ограничени. Karl Koller је након бројних истраживања открио да пар капи раствора кокаина решава овај проблем. Кокаин такође изазива мидријазу, проширење зенице ока па је и ова његова особина коришћена у офталмологији.[23]
- 1885. Вилијам Стјуарт Холстед, амерички хирург извео је прву блокаду живца кокаином, да би у каснијем животу, постао жртва сопствених истраживања и зависник од кокаина и морфина због чега је морао бити послат у санаторијум на лечење. Наиме у току боравка у Европи, Холстед је заједно са својим колегама студентима и лекарима, експериментисао са кокаином. Они су убризгавали једни другима у околину живаца кокаин, који је изазивао безбедну и ефикасну локалну анестезију, али су у току истраживања постали и његови зависници.[24][25]
- {{cite journal|author= 1892. Карл Лудвиг Шлајх, немачки лекар демонстрира своју методу локалне анелгезије инфилтрацијом кокаина у ткиво.[26]
- 1898. Аугуст Бир, немачки хирург изводи прву успешну спиналну анестезију[27]
- 1904. Ернест Фурно је комерцијализовао у Француској нови анестетик стоваин. Користећи сложену структуру кокаина, он је изумео оригиналан молекул, са сличним активностима, али слабијим токсичним особинама.[28][29]
 Алфред Ајнхорн (Alfred Einhorn 1856. – 1917)[30], немачки хемичар исте године патентирао је новокаин, што је представљало почетак савремене ере локалне анестезије. До тада се као локални анестетик користио кокаин, који је због нежељених дејства (укључујући токсичност и зависност) приморао научнике да трагају за новим локалним анестетицима. За новокаин је утврђено да је релативно безбедан и ефикасан, иако су му анестетички учинци нешто слабији од кокаина, а неки пацијенти су на њега реаговали алергијом. Међутим, ниједан анестетик се није показао ефикаснијим од новокаина па је он врло брзо постао најчешће примењиван локални анестетик. Иако је његова употреба данас увелико замењен Лидокаином, још увек је новокаин у употреби, најчешће у стоматологији.[31]
- 1913. Џејмс Гватми уводи у медицинску праксу ректалну анестезију, за коју је користио мешавину етра и уља. Увођење ректалне анестезије имало је за циљ да ублажи тегобе трудницама у току порођаја, (као једног од најболнијих искустава жена), при чему се овом методом анестезије избегавало удисања анестетика, и његово негативно дејство на мајку и плод.[32][33]
- 1942. Харолд Грифит, канадски анестезиолог уводи у анестезију кураре.[34][35] Увођење курареа, као средства за опуштање мишића значајно је смањило количину потребног анестетика, повећало обим оперативних захвата, побољшало радне услове хирургу и смањило морбидитет и морталитет. Допринос овог Грифитовог открића даљем развоју медицине и анестезије најбоље илуструју историчари медицине, који развој анестезије често деле на раздобља „пре и после Грифита“.[36]
- 1967. Питер Марфи, енглески анестезиолог, уводи у употребу фибероптички ендоскоп за интубацију трахеје.[37] До средине осамдесетих година 20. века, у свету је флексибилни фибероптички бронхоскоп постао незамјенљив инструмент у пулмологији и анестезиологији.[38]

## Врсте анестезија

### Општа анестезија
Општа анестезија подразумева примену посебне групе лекова који кроз интравенску (ИВ) линију или преко органе за дисање, организму обезбеђују потпуно одсуство свести (амнезија) и бола (анелгезија) уз мишићну релаксацију у току операције, као што су:
- Пропофол,[40] Натријум тиопентал - који пацијента уводе у анестезију изазивајући сан,
- Десфлуран, Севофлуран или Изофлуран - који одржавају потребан ниво анестезије (одржавањем достигнутог ниво сна)
- Сукцинилхолин, Атракуријум безилат, Цисатракуријум, Рокуронијум или Векуронијум - делују као паралитички лекови (опуштањем мишића)
- Фентанил, Морфин, Хидроморфон или Меперидин - изазивају аналгезију (сузбијају бол)

За време ове врсте анестезије у присуству анестезиолога пацијенту се контролишу све виталне функције како би се применом лекова и других метода организам болесника у току операције одржавао у оптималном стању.
И поред примене најсавременијих лекова и савремених метода понекад није могуће елиминисати неке нежељене ефекте, као што су постоперативни бол, мучнина, повраћање итд. Умерена доза страха од губитка свести током анестезије је нормална појава код већине болесника, што захтева добру премедикацију и психолошку припрему болесника од стране лекара.

#### Општа анестезија према начину уноса анестетика
Општа анестезија се према начину уноса анестетика дели на инхалациону, интравенозну, аналго-седирајућу и ректалну анестезију.

##### Инхалациона анестезија
Постиже се и одржава анестетицима у гасовитом облику, који у организам доспевају са удахнутим ваздухом у плућима. За ову врсту анестезије користи се смеша гасова (кисеоник, азотсубоксид, изофлуран итд) чија се смеша припрема у посебним апаратима и пластичним системом цеви преко ендотрахеалног тубус или путем маске за лице, у строго контролисаним условима уноси у дисајни систем болесника. Уз гасове за анестезију, додају се и лекови који обезбеђују релаксацију мишића и неосетљивост на бол. Ова врста анестезије је најчешће примењивани облик анестезије.
| Добре стране инхалационе анестезије | Недостаци инхалационе анестезије |
| --- | --- |
| - дејство анестезије наступа брзо - дубине анестезије је дозирана - лако одржавање и контрола анестезије - брзо буђења болесника из анестезије | - надражај дисајних путева уз нагон на кашаљ - пролазни бол у грлу - оштећења у усној дупљи - повраћање и удисање (аспирација) желудачног садржаја уз могућу појаву упале плућа |

##### Интравенозна анестезија
Постиже се и одржава убризгавањем анестетика у вену. Предност ове анестезије је једноставан и лак начин примене и брзо успављивање болесника. Углавном се користи као увод у инхалациону анестезију како би се избегли негативни учинци удисања гасовитих анестетика. Као самостална анестезија користи се код краткотрајних оперативних захвата (мање операције, инвазивна дијагностика, намештање костију и зглобова итд.) Главни недостатак ове методе је слаба контрола анестетика чија судбина зависи од индивидуалне способности организма за његову разградњу и елиминацију из организма. Могуће компликације код ове врсте анестезије су: пролазно пецкање и бол дуж вене у коју је убризган анестетик, алергијске реакције на анестетик, збуњеност, поспаност, мучнина.

##### Аналго-седирајућа анестезија
Поступак аналго-седирајуће анестезије се изводи тако што се, након упознавања анестезиолога са болесником и његовим општим стањем, кроз танку пластичну иглу, убризгавају одговарајући лекови који утичу на стање свести као и на осећај бола. Иако је болесник све време свестан и комуникативан, он не осећа бол. Све време поступка анестезиолог прати виталне функције (рад срца и дисање) болесника да би у случају потребе могао на време реаговати и тиме спречити било какав негативан ефекат примењених лекова. Значајна је такође чињеница да лекови који имају утицај на стање свести имају особину да изазову амнезију, губитак сећања, за дати период тако да и ако постоји одређена доза непријатности, она се брзо „заборавља”.
Након аналго-седације пацијент, обзиром да је примио лекове који утичу на стање свести не смеју управљати моторним возилом, што значи да ти пацијенти морају доћи на преглед у пратњи одрасле особе, која ће их након отпуштања из болнице одвести до пребивалишта.

##### Ректална анестезија
Постиже се увођењем анестетика у дебело црево. Она се најређе примењује и то углавном код мале деце.

## Локална и регионална анестезија
Локална и регионална анестезија је поступак који изазива неосетљивост на бол одређеног дела тела или региона применом лекова (локалних анестетика) који прекидају провођење импулса кроз нерве у тој регији, у току које је код болесника очувана свест. Правилно одабрана и изведена локална анестезија значајно поправља хемостазу, смањује дискомфор болесника и значајно редукује хируршки морбидитет и морталитет.

### Локални анестетици
Имајући у виду идеални локални анестетик, ова врста лекова би требало да поседује следеће карактеристике:
- да привремено блокира сензорне нерве,
- да је безболан у току апликације,
- да његово дејство наступа брзо,
- да има одличну пенетрацију (продорност) у ткива,
- да изазива минималну реакцију у анестезираном ткиву или региону тела.

Локални анестетици трајање њиховог дејства и дозе
| Анестетик   | Трајање дејства без епинефрина (минута) | Трајање дејства са епинефрином (минута) | Дозе                                          |
| ----------- | --------------------------------------- | --------------------------------------- | --------------------------------------------- |
| Кокаин      | 45                                      | —                                       | 3 mg/kg                                       |
| Прокаин     | 15 до 30                                | 30 до 60                                |                                               |
| Хлорпрокаин | 30 до 60                                | —                                       |                                               |
| Тетракаин   | 120 до 240                              | 30 до 60                                | 1 mg/kg                                       |
| Лидокаин    | 30 до 120                               | 60 до 400                               | 3 до 5 mg/kg чист 5 до 7 mg/kg са епинефрином |
| Мепивакаин  | 30 до 120                               | 30 до 120                               |                                               |
| Бупивакаин  | 120 до 240                              | 240 до 480                              | 3 mg/kg                                       |
| Етидокаин   | 200                                     | 240 до 360                              |                                               |
| Прилокаин   | 30 до 120                               | 60 до 400                               |                                               |

Локални анестетици своје дејство испољавају блокирањем пропустљивости натријумових јона и спречавањем ширења акционог потенција и нервне спроводљивости. Постоје две теорије о дејству локалних анестетика:
- Претходна теорија која је након спроведених истраживања указивала на „теорију експанзије мембране“, која је тврдила да локални анестетици узрокују неспецифично експанзију мембране нерва, која сужава натријумске канале и омета улазак натријумових јона, ограничавајући деполаризацију мембране, што као крајњи исход има ометање спровођење акционог потенцијала кроз нерв.
- Нова теорија која сматра да постоје специфични мембрански рецептори на или у натријумским каналима, или у непосредној близини натријумских канала који непосредно регулишу пропустљивост натријума.

Нерви се у односу на њихову величину деле у три велике групе (А, Б и Ц). Кожни сензорни нерви су мала, немијелизована Ц влакна, која се брзо блокирају локалним анестетицима.
- А нервна влакна су широка и мијелизована и она спроводе моторну функцију, проприоцепцију, сензацију притиска и у малој мери бол и температуру. Ова влакна су резистентна на анестетичке агенсе.
- Б нервна влакна су мали, мијелинизовани преганглијски симпатички нерви, који су благо резистентни на анестетичко блокаду.
- Ц нервна влакна су немијелизовани кожни сензорни нерви, који се брзо блокирају локалним анестетицима.

Имајући ово у виду локални анестетици доводе до секвенцијалног блока нервне спроводљивости који започиње губитком осећаја бола и температуре, потом проприоцепције и на крају губитком моторне нервне функције. Употребом одговарајуће концентрације локалних анестетика може се уклонити осећај бола, без нарушавања моторне функције.

### Локална анестезија
Ова врста анестезија се користи за превенцију бола у одређеним подручјима тела у којим се врши хируршки захват. Током локалне анестезије пацијент је будан-свестан и комуницира са околном, али не осећа бол у анестезираној регији. Овај тип анестезије може бити изведен апликацијом масти или спреја са локалним анестетиком у подручју које је потребно обезболити када се говори о топикалној анестезији, или применом локалних анестетика убризгавањем. У том случају убризгано локални анестетик се инфилтрира директно у ткиво регије у којој се обавља хируршки захват, и чини га безболним.
Понекад, када је то потребно, уз локални анестетик се може дати и лек из групе седатива, како би се код болесника смањио евентуални страх (седација), или лек из групе аналгетика који ће смањити додатни осећај бола.
Према начину примене анестетика локална анестезија се дели на површинску и инфилтрациону анестезију.
Површинска анестезија
Постиже се применом анестетик у облику капи, спреја или масти на површину тела (очи, слузница усне дупље, дисајних путева, мокраћне бешике, у циљу дијагностике или мањих оперативних захвата. Ову врсту анестезије обично спроводе сами хирурзи или лекари дијагностичари.
Инфилтрациона анестезија
Код ове вресте анестезије, анестетик се примењује на месту и око места оперативног поља, с циљем да се то подручје обезболи. Анестетик се уноси убризгавањем око оперативног поља на потребну дубину зависно од оперативне технике. Ова врста анестезије примењује се код мањих оперативних захвата (ушивање рана, одстрањивање кожних и поткожних промена, ингвиналних кила код којих је контраиндикована друга врста анестезије и сл.) Ову врсту анестезије спроводи хирург.
Ради потенцирања анестезије, (смиривање па и успављивање болесника током оперативног захвата) у ову врсту анестезије може се укључити и анестезиолог који ће применити и друге медикаменте поред анестетика.

### Локална регионална анестезија
Код ове врсте анестезије анестетик се убризгава у близину живца или кичмене мождине, при чему се постиже неосетљивост на бол (блокада) једне веће регије на телу, без утицаја на свест болесника. Зависно од локације примена анестетик дели се на: централни и периферни блок и регионалну интравенску анестезију.

#### Нервни блокови
Нервни блокови су облик локалне регионалне анестезије код које се давање локалног анестетика примењује у региону који је инервисани одређеним нервом или групом нерава, те се тако блокира пренос болних надражаја до мозга. Добра страна нервних блокова је та што је потребна веома мала количина локалног анестетика да се анестезира веома велика регија, што код болесника смањује могућност токсичних реакција. Нервни блокови се користе најчешће у хируршким захватима, али и у терапији бола у неким патолошким стањима (нпр код тумора, повреда...).
Код ове врста анестезије деловање анестетик траје 2 до 4 часа, а ако се случајно догоди да извођење ове врсте анестезије не успе, прелази се на општу анестезију. Зависно од места убризгавања централни нервни блок делимо на спинални и епидурални.
Спинална анестезија
Спинална анестезија, је анестезиолошка техника у којој анестетик убризгава у течност која окружује кичмену мождину. Спинална анестезија се може применити код готово свих захвата на ногама, куковима, карлице, доњем делу трбуха (укључујући и царски рез). Компликације код ове врсте анестезије су веома ретке и пролазна, а да би се оне ублажиле, након спиналне анестезије болесник 24 часа мора да лежи на равном и прими пуно течности.
Епидурална анестезија
Епидурална анестезија, је анестезиолошка техника у којој се анестетик убризгава у простор између пршљена и овојнице кичмене мождине (епидурални простор). Овом врстом анестезије можемо анестезирати одређену регију на трупу и тако је учинити неосетљивим на бол. При томе остатак трупа остаје очуван. Такође применом нижих концентрација анестетик може се блокирати само осећај бола док је мишићна снага очувана (што се користи код безболног порођаја).
Ако се у епидурални простор постави танка пластична цевчица (епидурални катетер) постоји могућност трајног убризгавања анестетика и на тај начин се обезбеђује дуготрајна анестезије.
Епидурална анестезија се примењује за разне захвате на ногама, карлици, доњем делу трбуха, грудном кошу и плућима. Такође се примењује као метода трајног уклањања бола код пацијената са малигном болешћу.
Комбинована спино-епидурална анестезија
Комбинована спинално-епидурална техника може да умањи или елиминише неке од недостатака спиналне и епидуралне анестезије, а да у исто време очува њихове предности.
Према резултатима истраживања закључено је да су предности примене комбиноване спино-епидуралне анестезије у односу на општу анестезију у абдоминалној хирургији вишеструке:
- боља интраоперативно хемодинамска стабилност и перфузија оперативне регије,
- смањење појединачних доза опијатних аналгетика, локалних и општих анестетика са смањењем њихових нежељених ефеката (отежано буђење, депресија дисања, тахифилаксија),
- већи интензитет и дуже трајање аналгезије,
- побољшање целокупне функционалне способности болесника
- бржи постоперативни опоравак и краћи период боравка на интензивној нези.

### Периферни блок
Периферни нервни блок, у новије време, примењују се много чешће, јер је селективнији, даје ефикасну аналгезију и мање нежељених дејстава и компликација (епидурални хематом, апсцес), што омогућава и бржу и лакшу рехабилитацију болесника.
То је техника код које се анестетик убризгава у близину живца или живчаног снопа који инервише одређени део тела. Овом техником можемо анестезирати много мање регије тела, нпр подручје шаке, руке, рамена, стопала, ноге. Због ових особина најчешће се примењује у ортопедској хирургији за горње и доње удове (интерскаленски, инфраклавикуларни, аксиларна, феморални, поплитеални нервни блок).

### Интравенозна регионална анестезија
Ова техника се најчешће користи за анестезију екстремитета (руку или ногу). Регионална интравенска анестезија се изводи тако да се прво заустави циркулација крви у жељеном екстремитету, затим се у вену тог екстремитета убризгава анестетик који излази у ткиво и долази до нерава.

## Комбинована анестезија
Најновија схватања ноцицептивних путева, покретања неуроендокриног одговора на хируршки стрес, теорије неуропластицитета кичмене мождине и превентивне аналгезије захтевају употребу комбиноване фармаколошке терапије (балансиране анестезије и аналгезије) или комбиноване анестезије. Овај став поткрепљује и савремена пракса која указује да врста и техника анестезије има значајан утицај на периоперативни ток и исход хируршке интервенције.
Зато се у анестезиолошкој пракси показала као оправдана примена комбиноване спиналне, епидуралне и опште анестезије (КСЕОА) у односу на саму општу анестезију (ОА) у абдоминалној и неким другим областима хирургије.
Предност комбинације више техника анестезије, са више анестезиолошких медикамената, састоји се у томе да се од сваке искористе најповољнији, а елиминишу негативни ефекти и компликације. На тај начин се побољшава квалитет анестезије и периоперативне аналгезије, уз максималну хемодинамску стабилност болесника и смањење укупног периоперативног морбидитета и морталитета.
Према резултатима бројних истраживања закључено је да су предности примене комбиноване спиналне, епидуралне и опште анестезије (КСЕОА) у односу на општу анестезију (ОА) у абдоминалној хирургији вишеструке:
- боља интраоперативно хемодинамска стабилност и перфузија оперативне регије,
- смањење појединачних доза опијатних аналгетика, локалних и општих анестетика са смањењем њихових нежељених ефеката (отежано буђење, депресија дисања, тахифилаксија),[46]
- већи интензитет и дуже трајање аналгезије,
- побољшање целокупне функционалне способности болесника и
- бржи постоперативни опоравак са скраћењем периода боравка на интензивној нези.

## Нефармаколошка анестезије
Хипноза има дугу историју употребе као анестезиолошка техника. Расхлађивање ткива (нпр. лед) може изазвати привремени прекид провођења кроз нервна влакна (аксоне) и губитак осећаја, а изазивањем кратких хипервентилација продубљеним и убрзаним дисањем, може се привремено сузбити осећај бола. Савремена анестезиолошка пракса ове методе ретко користи у пракси.

## Компликације за време анестезије
Учесталост компликација у анестезије у односу на укупан број извршених анестезија је око 9%.
| Најучесталије компликације                                                                                      | Компликације настају код | Узроци компликација |
| --- | --- | --- |
| - недовољна вентилација плућа, - хипотензија, - аритмије, - повреде нерава - дејства анестетик и других лекова. | - дуготрајних захвата, - код гојазних болесника, - болесника у поодмаклој животној доби, - хитних захвата - анестезије породиља | - људска грешка (несавестан рад или лоша обученост) - лош мониторинг виталних параметара, - неисправна опрема - лоша организација рада |

### Компликације у локалној и регионалној анестезији
Примена локалних анестетика може бити праћена различитим нежељеним дејствима, која могу бити локална, системска и алергијске реакције.
Негативне реакције на локалне анестетике су углавном привременог карактера и реверзибилне су природе. У највећем број случајева се јављају до 2 сата након примена анестетика,  тако да многи аутори  сматрају да је у овом временском периоду неопходно адекватно пратити пацијента. У клиничкој пракси, посебно је важно утврдити природу негативне реакције, у циљу обезбеђивања одговарајућу помоћ у вези са насталим реакцијама, и евентуално препоручити одговарајуће алтернатива датом локалном анестетику. У овом смислу посебно је важно разликовати психогену реакцију на анестетик од токсичне и алергијске реакције, што у пракси представља највећи проблем.
Ови ефекти најчешће су резултат интравенозне технике и манифестују се као: бол, екхимозе, локални хематоми, инфекције евентуалне лацерације (оштећења) нерава.
Локални ефекти нежењених дејстава
Нежењена локалне реакције од стране коже најчешће се односе на топикалну примену локалног анестетика, и испољавају се у виду свраба, печења или жарења, бола, бледила, црвенила, отока и пурпуре. Надражајни дерматитис, алергијски контактни дерматитис, као и контактна уртикарија такође су могуће локалне реакције на анестетик.
Системски ефекти нежењених дејстава
Системски ефекти се јављају у случајевима када концентрација локалних анестетика досегне токсични ниво. Ефекти могу бити потпомогнути нежељеним интраваскуларним давањем локалног анестетика, као и давањем великих доза.
Клиничке манифестације системске токсичности манифестују се симптомима од стране централног нервног система, као и срчаносудовног система. Почетни симптоми су: зујање у ушима и осетљивост на светлост, двослике, метални укус у устима, мука и/или повраћање. Након примене већих доза могу настати: нистагмус, фини тремор, грчење мишића. Озбиљнији симптоми су халуцинације, фокални напади који прогредирају у тонично - клоничне грчеве. Као крајњи исход може настати респираторна депресија и кома.
Реакција срчаносудовног система је чешће изазвана додавањем епинефрина, него директним дејством локалног анестетика. Високе концентрације локалног анестетика у крви директно смањују контрактилност срчаног мишића, а доводе и до вазодилататорног ефекта и хипотензије. Поремећаји срчаног ритма такође нису ретка појава.
Алергијске реакције
Алергијске реакције на локалне анестетике су јако ретке, посебно на оне амидног типа. Естерски тип локалних анестетика може изазвати алергијске реакције типа 1 (анафилактички тип реакције), која је узрокована метаболитима ПАБА, док су амидни локални анестетици узрок алергијске реакције типа 4 (одложене хиперсензитивности). Укрштене алергијске реакције између ове две групе локалних анестетика не постоје.
У клиничкој слици алергијских реакција типа 1 (анафилактички тип)  јавља се: свраб, уртикарија, оток лица, отежано дисање, цијаноза, ларингеални едем, мука, повраћање, као и нелагодност у трбуху.

## Избор анестезије
Након што хирург или други лекар постави индикацију за оперативни или неки други захват, обављају се преанестезиолошке претраге и доноси коначна одлука о врсти анестезије. Ако постоји могућност примене више врста анестезије, болеснику се даје могућност да учествујете у њеном избору.
Главне смернице које анестезиолога руководе при одлучивању о врсти анестезије су:
- врста болести
- локализација промена (болести)
- врста оперативног захвата
- трајање оперативног захвата.
- здравствено стање и претходне болести болесника
- лекови које болесник употребљава,
- одлука болесника о избору анестезије.